# Łochowska Słoboda
Łochowska Słoboda (biał. Лугавая Слабада, ros. Луговая Слобода) – agromiasteczko na Białorusi, w obwodzie mińskim, w rejonie mińskim, w sielsowiecie Łochowska Słoboda.